# クロスブリード
有限会社クロスブリード（英称：CROSS BREED inc.）は、テレビ番組専門の制作プロダクションである。元ディレクターズ・ウェーブ→ワイズビジョンに所属していたスタッフらが中心となって設立された。このため、ワイズビジョン時代から引き続いて担当している番組が多い。2003年2月5日設立。

## 役員
- 代表取締役 : 西田治朋

## 所属スタッフ
- 西田治朋（社長/プロデューサー・ディレクター）
- 金城聖門（ディレクター）
- 菅谷宏樹（ディレクター）
- 若生さとみ（デスク/プロデューサー・AP）

## 主な制作実績

### テレビ番組

#### 2003年2月 - 2009年12月
レギュラー番組
- ダウンタウンDX（読売テレビ/NNS系列局全国ネット、吉本興業 1993年10月 - 、※業務開始は2003年以降）
- ルートf（中京テレビ/NNS系列局全国ネット、吉本興業 2003年4月 - 2004年3月）
- 松紳（日本テレビ、広島テレビ/NNS系列局ほか一部ネット、吉本興業 2003年4月 - 9月）
- HAMASHO（読売テレビ/NNS系列局ほか一部ネット、吉本興業 2003年4月 - 9月）
- 芸能人が通う診察室（日本テレビ/NNS系列局ほか一部ネット、吉本興業 2003年10月 - 2004年3月）
- 浜ちゃんと!（読売テレビ/NNS系列局ほか一部ネット、吉本興業 2003年10月 - 2004年8月）
- プロの動脈。（読売テレビ/NNS系列局ほか一部ネット、吉本興業 2003年4月 - 5月、※準レギュラー）
- おはスタ645「ガチャスタ」（テレビ東京/TXN系列局全国ネット、小学館集英社プロダクション、吉本興業 2004年1月 - 12月）
- サルヂエ（中京テレビ/NNS系列局全国ネット、吉本興業 2004年4月 - 12月）
- アフリカのツメ（読売テレビ/NNS系列局全国ネット、吉本興業 2004年4月 - 2005年3月）
- メンタルヌード（読売テレビ/NNS系列局ほか一部ネット、吉本興業 2004年10月 - 2005年3月）
- 抱きしめたいっ!（読売テレビ/NNS系列局全国ネット、吉本興業 2005年4月 - 2006年3月）
- マルバレ!（読売テレビ/NNS系列局ほか一部ネット、吉本興業 2005年4月 - 2006年3月）
- 嗚呼、花の料理人（読売テレビ/NNS系列局全国ネット、吉本興業 2006年4月 - 2008年9月）
- 笑顔がごちそう ウチゴハン（テレビ朝日/ANN系列局全国ネット、吉本興業 2007年4月 - 2013年3月）
- WWW（読売テレビ/NNS系列局ほか一部ネット、吉本興業 2008年4月 - 9月）
- にけつッ!!（読売テレビ/NNS系列局ほか一部ネット、吉本興業 2008年10月 - ）
- 音の素（読売テレビ/NNS系列局ほか一部ネット、吉本興業 2009年4月 - 2011年4月）

スペシャル番組
- 浜田警察24時（読売テレビ/NNS系列局全国ネット、吉本興業 2007年9月 - 2008年3月、過去2回分放映）
- おしろツアーズ（東海テレビ/フジネットワーク|FNS系列局全国ネット、吉本興業 2009年6月 - ）

#### 2010年代
レギュラー番組
- ガリゲル（読売テレビ/NNS系列局ほか一部ネット 2010年4月 - ）
- ミリオンの扉（読売テレビ/NNS系列局関西ローカル 2011年4月 - 2013年9月）
- ザ・狩人（読売テレビ/NNS系列局ほか一部ネット 2011年4月 - 2013年9月）
- 特盛!よしもと 今田・八光のおしゃべりジャングル（読売テレビ/NNS系列局関西ローカル 2012年10月 - ）
- ワケあり!レッドゾーン（読売テレビ/NNS系列局ほか一部ネット 2013年10月 - ）
- 秘密のケンミンSHOW（読売テレビ/NNS系列局全国ネット、ハウフルス 2013年10月 - ）
- 感涙!よみがえりマイスター（NHK、BSプレミアム/BS衛星放送、吉本興業 2014年4月 - ）
- NMB48山本彩のM-姉 〜ミュージックお姉さん〜（100%ヒッツ!スペースシャワーTVプラス/CS衛星放送、吉本興業 2014年4月 - 2015年）
- 水野美紀の映画生活（読売テレビ/NNS系列局関西ローカル 2015年4月 - ）
- 林先生が驚く初耳学!（MBSテレビ/JNN系列全国ネット 2019年2月- ）

スペシャル番組
- 芸能界1000人大調査!プライベート完全データ化スペシャル（読売テレビ/NNS系列局全国ネット 2010年9月）
- 芸能界!1万人のイメージVS身内の真実（読売テレビ/NNS系列局全国ネット 2012年8月 - 2013年4月、過去3回分放映）